# Palatul Potala
Potala este un palat din orașul Lhasa, Tibet, acum regiune autonomă a Chinei. Palatul este numit după Muntele Potalaka, lăcașul mistic al lui Bodhisattva Avalokiteśvara. Palatul Potala a fost reședința lui Dalai Lama, liderul spiritual al budismului tibetan, până în anul 1959 când a avut loc revolta tibetană, iar Dalai Lama a fugit în Dharamsala, în India.

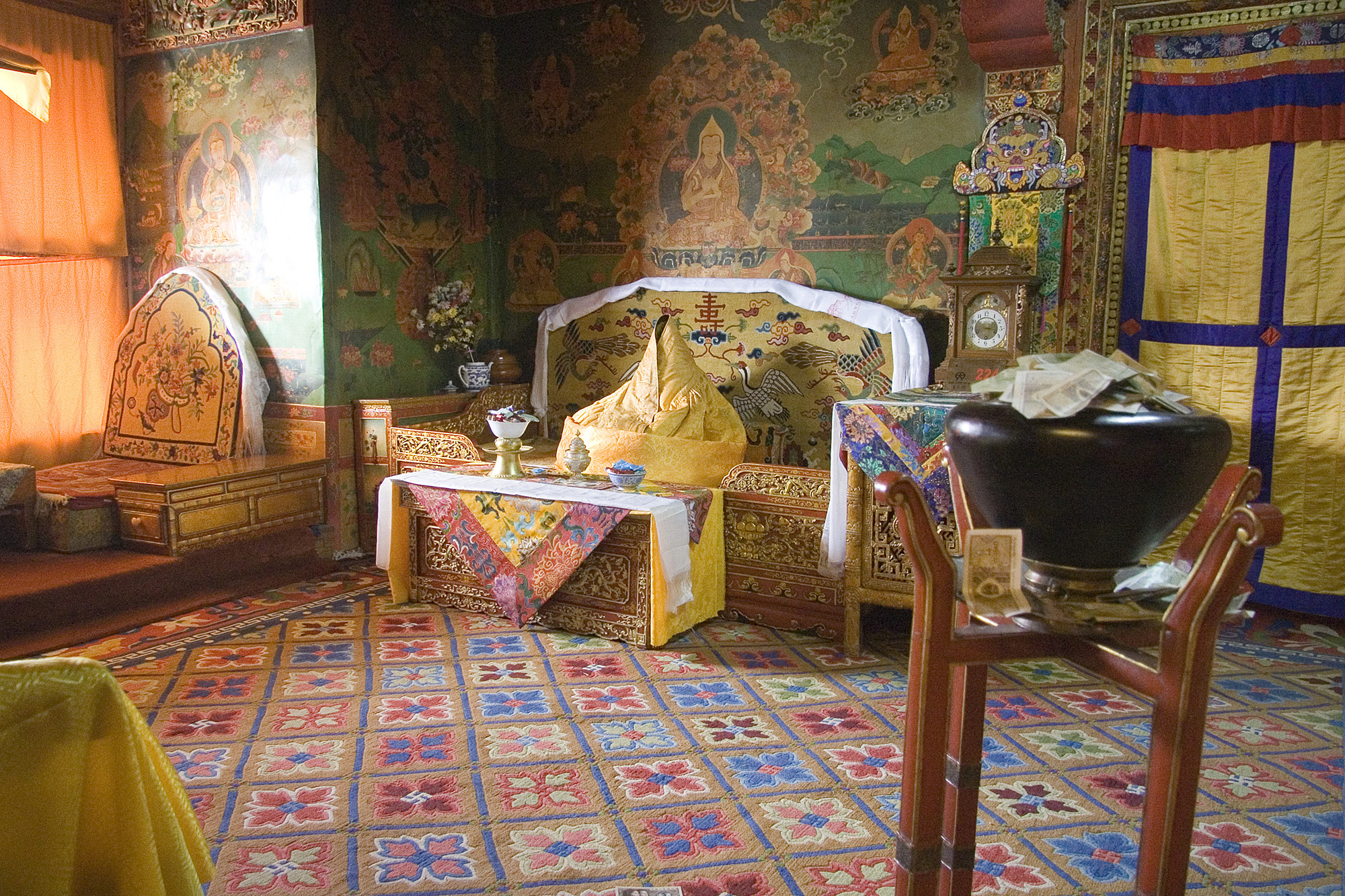
Biroul lui Dalai Lama din Palatul Potala.

## Istorie
Lozang Gyatso, al cincilea Dalai Lama a început construcția Palatului Potala în anul 1645, ca centru spiritual și politic al Tibetului. Construcția a fost terminată în anul 1694. În scurt timp, Potala a devenit cea mai importantă clădire din Tibet, alături de Templul Jokhang.
Palatul a fost puțin avariat din cauza rachetelor lansate de chinezi în timpul revoltei tibetane. La acel moment cam 100.000 de scripturi sacre și documente istorice din interiorul palatului au fost distruse. În anul 1994, Palatul Potala a intrat în Patrimoniul Mondial UNESCO. În ziua de astăzi palatul este muzeu, dar și un centru spiritual ce se află la o altitudine de 3.700 metri.

## Arhitectură
Structura palatului se desfășoară în plan vertical. Zidurile sunt înclinate asemenea fațetelor unui trunchi de piramidă. Arhitectura palatului este realizată în stilul tibetan, fundația nu atinge partea proeminentă a stâncilor, umplând adânciturile. Palatul are o înălțime de 117 m și 13 etaje. Lungimea de la est până la vest este de 360 de metri. Spre palat duc trei scări de piatră pe partea frontală și două drumuri dinspre nord-vest către nord-est, care, ajungând în curte, se transformă în scări.
În interior, Potala arată destul de sumbru, uimind prin masivitate. Aici sunt scări abrupte, ferestre înguste în pereții groși de un metru, pereți nu prea înalți care susțin coloanele sculptate din lemn. Principalele obiecte sacre și apartamentele lui Dalai Lama se află în partea centrală a palatului, colorată în roșu-brun, numită „Palatul roșu”. Lângă camerele personale ale lui Dalai Lama se află stupele funerare (suburgan) ale predecesorilor săi, începând cu cel de-al cincilea Dalai Lama, a cărui stupă uimește prin splendoare: aceasta este făcută din foi de aur și acoperită cu pietre prețioase.

## Galerie de imagini

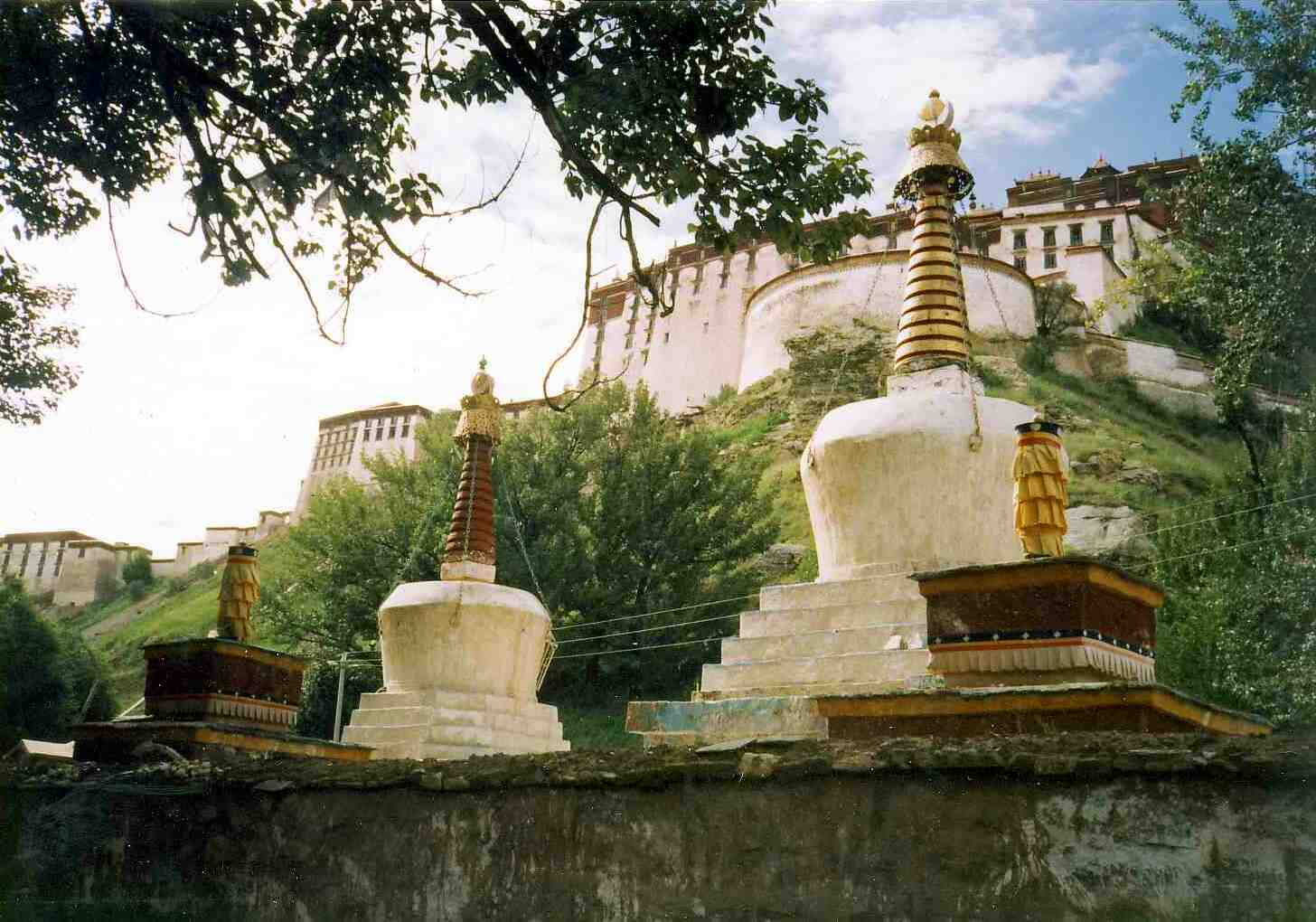
Stupele
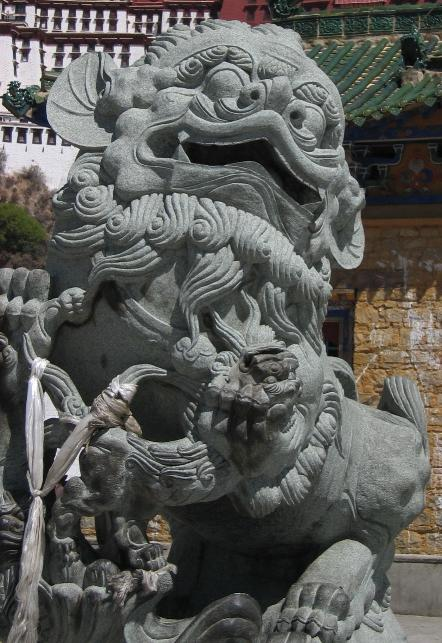
Unul din leii palatului
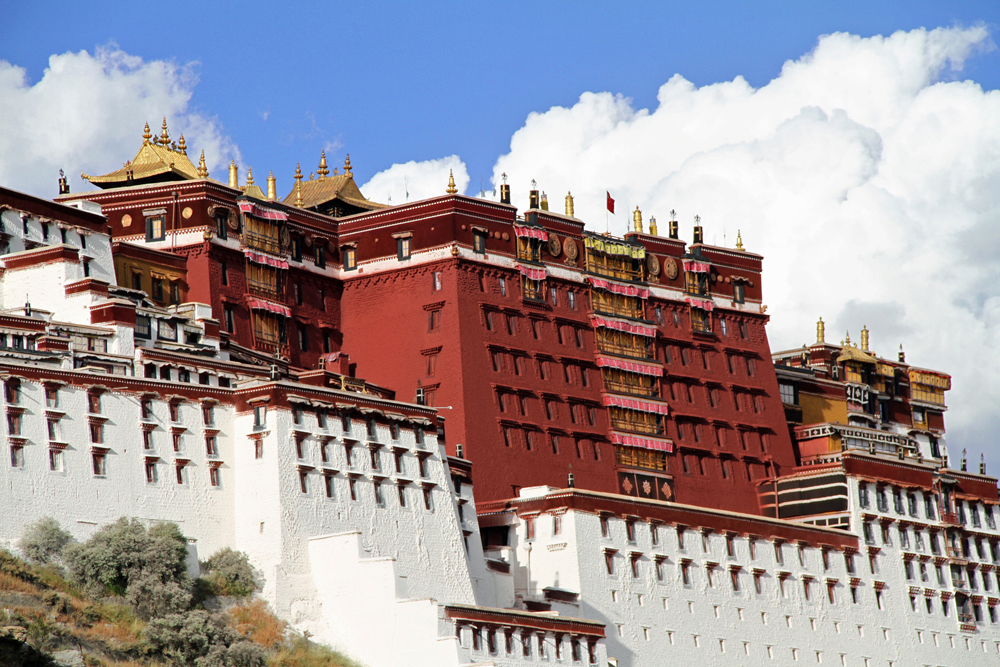
Palatul roșu
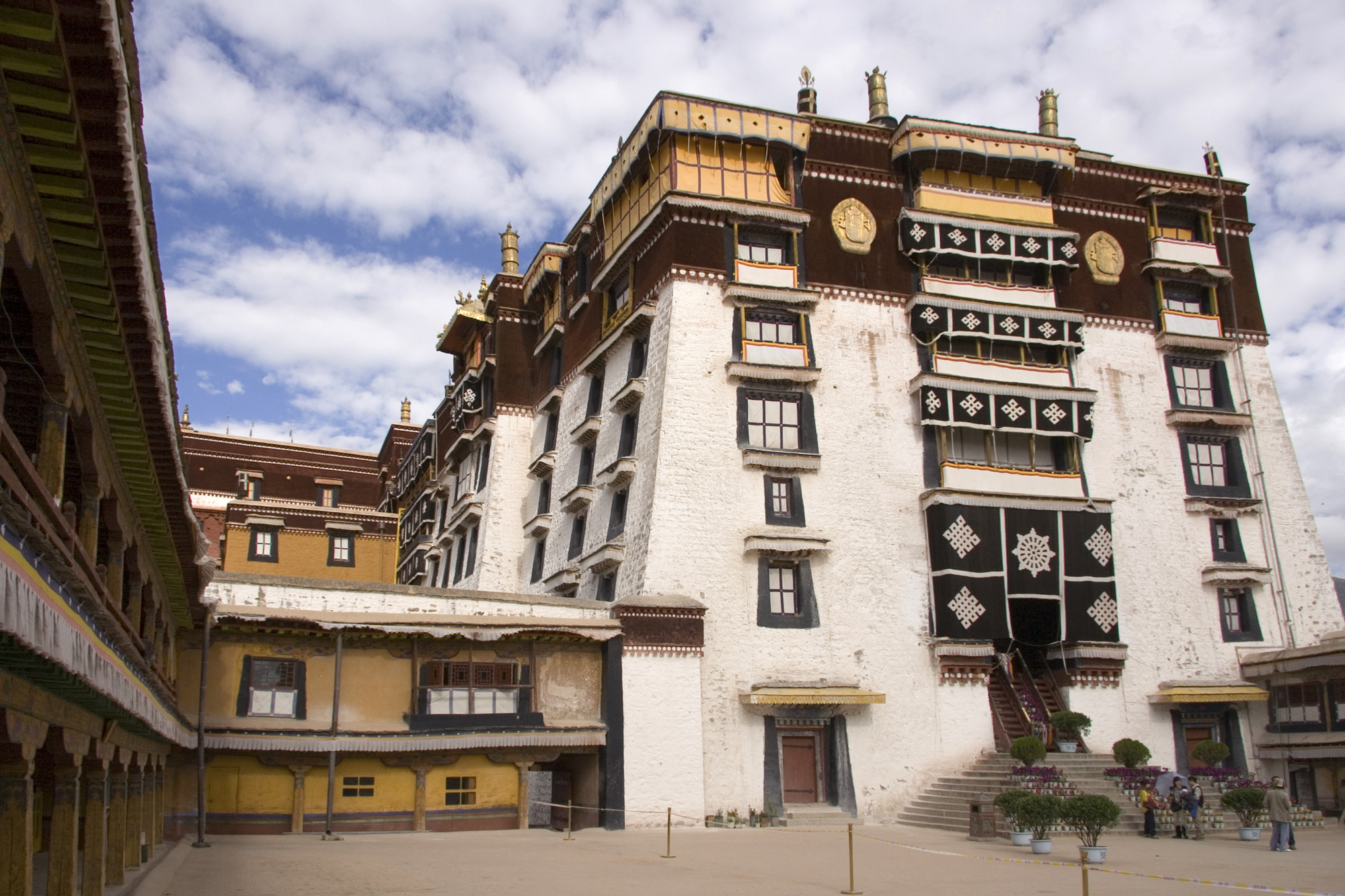
Palatul alb
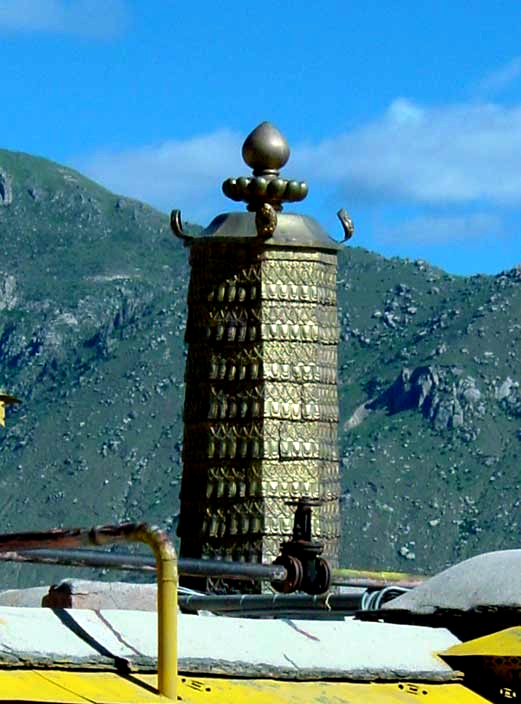
Dhvaja
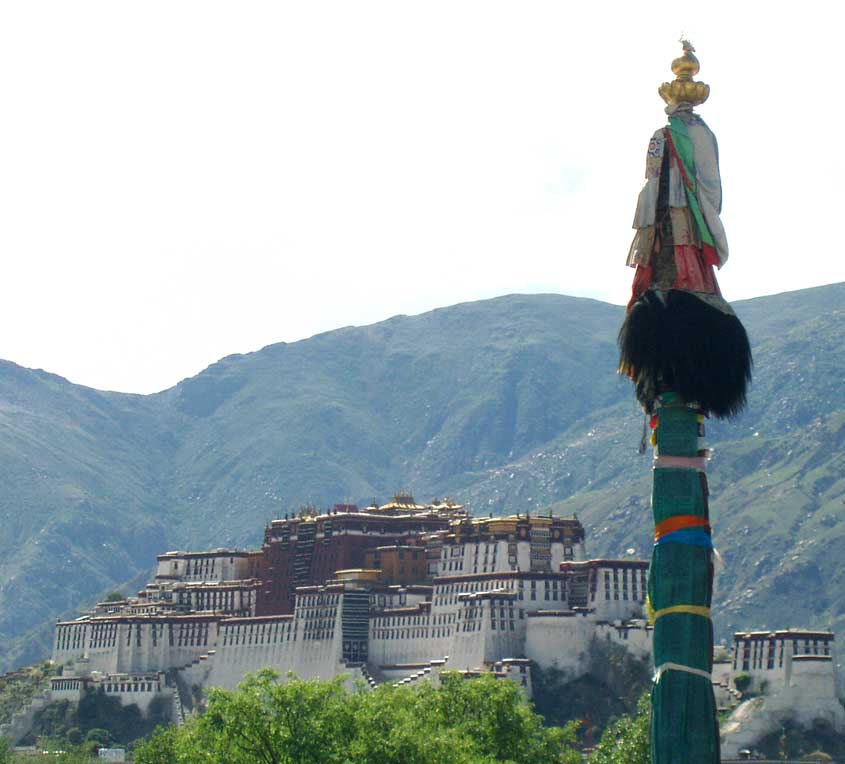
Steagul victoriei